# جان پری بارلو
جان پری بارلو (به انگلیسی: John Perry Barlow) (زادهٔ ۳ اکتبر ۱۹۴۷ میلادی - درگذشته ۶ فوریه ۲۰۱۸) شاعر، مقاله‌نویس و مزرعه‌دار سابق آمریکایی بود. او از طرفداران آزادی سایبری و از کنشگران سیاسی است که با حزب‌های جمهوری‌خواه و دموکرات ارتباط داشت. او همچنین از بنیان‌گذاران بنیاد مرزهای الکترونیکی است و از می ۱۹۹۸ میلادی یکی از همکاران مرکز جامعه و اینترنت برکمن دانشگاه هاروارد بوده‌است.
بارلو از ترانه‌سرایان اصلی گروه موسیقی گریت‌فول دد بود و توسط مجلهٔ تایم به عنوان یکی از ۱۰ موسیقی‌دان ابَرهوشمند معرفی شده‌است.

## مرگ
پارلو در شب ۶ فوریه سال ۲۰۱۸ در سن ۷۰ سالگی در خواب درگذشت.

## واژه‌نامه
1. ↑  "School of Rock: 10 Supersmart Musicians"